# Ines de Castro (Persiani)
Ines de Castro es una ópera en dos actos del compositor italiano Giuseppe Persiani, con libreto en italiano de Salvatore Cammarano. Fue estrenada en el Teatro San Carlo  de Nápoles el 27 de enero de 1835.

## Historia
Alessandro Lanari, impressario del teatro San Carlo y amigo personal de Giuseppe Persiani, encarga al compositor una nueva ópera para estrenar a comienzos de 1835. El libreto fue escrito por Salvatore Cammarano, un joven escritor que se había estrenado en la faceta de libretista poco antes, y no está claro si acordó el tema de la ópera con el compositor o el libreto estaba ya escrito cuando llega a manos de Persiani. 
El mismo equipo de solistas que se iban a encargar de estrenar la ópera participó también en el estreno de la ópera Amelia del compositor Lauro Rossi el 31 de diciembre de 1834. Esta ópera fue un fracaso, del que se culpó a María Malibrán, por lo que la soprano se esforzó especialmente en mejorar los resultados en su nuevo estreno, en el personaje de la protagonista Ines.
La ópera se estrenó el 27 de enero de 1835 en el Teatro San Carlo de Nápoles con gran éxito, siendo alabada por la crítica tanto por su calidad musical como por el rendimiento de los solistas. La ópera se representó en los años siguientes por toda Italia: Ancona, Luca, Palermo, Génova y Roma en 1835, Bolonia, Módena, Trieste y Turín en 1836, Milán en 1837, Parma, Iesi y Ascoli Piceno en 1838, Macerata y Livorno en 1840 y Pésaro en 1841, entre otras. También se representó en Madrid en 1837 y en Lisboa en 1838.
El 24 de diciembre de 1839 se estrenó en el Théâtre Italien de París una revisión de la ópera, con algunos cambios de voz, estrenada por la esposa del compositor, la soprano Fanny Tacchinardi, versión que se representó también en 1840 en Londres. La última representación en el siglo XIX tuvo lugar en Málaga en 1851. 
La ópera se recuperó en época moderna el 24 de septiembre de 1999 en el Teatro Pergolesi de Iesi y se representó en 2003 en Coímbra.

## Personajes
| Personaje                                                          | Voz                                         | Elenco del estreno Director de orquesta: Gaetano Mares | Elenco del estreno de la revisión de 1839 Director de orquesta: |
| ------------------------------------------------------------------ | ------------------------------------------- | ------------------------------------------------------ | --------------------------------------------------------------- |
| Alfonso IV (Rey de Portugal)                                       | bajo                                        | Carlo Porto-Ottolini                                   | Luigi Lablache                                                  |
| Don Pedro (su hijo)                                                | tenor                                       | Gilbert-Louis Duprez                                   | Giovanni Battista Rubini                                        |
| Bianca (infanta de Castilla)                                       | soprano (1º versión) contralto (2ª versión) | Marietta Albini                                        | Emma Albertazzi                                                 |
| Ines de Castro                                                     | soprano                                     | María Malibrán                                         | Fanny Tacchinardi                                               |
| Gonzales                                                           | tenor (1ª versión) bajo (2ª versión)        | Achille Balestracci                                    | Filippo Morelli                                                 |
| Elvira (doncella de Ines)                                          | mezzosoprano                                | Teresa Zappucci                                        | Bellini                                                         |
| Rodrigo (capitán de arqueros)                                      | bajo (1ª versión) tenor (2ª versión)        | Domenico Raffaelli                                     | Magliano                                                        |
| Damas de la corte, doncellas de Ines, Grandes del Reino, guerreros |                                             |                                                        |                                                                 |

## Argumento
La acción tiene lugar en Coímbra en el año 1349. 
Acto I
Sala magnífica en los apartamentos del rey
Los cortesanos han visto marchar al príncipe Pedro sin saludarlos. Gonzales les cuenta que Pedro se ha negado a casarse con Bianca, como le pide su padre. Llega Alfonso, sin saber los motivos de la negativa de su hijo, y Gonzales le cuenta que es porque ama a otra mujer, Ines de Castro, algo que ya había causado gran dolor a la difunta esposa de Pedro (Constanza Manuel de Villena). Comprendiendo así las muestras de dolor de su nuera, Alfonso desea imponer su voluntad y hacer que Pedro abandone a Ines y se case con Bianca, o de lo contrario lo desheredará (aria: Le tue smanie, il lungo pianto). 
Jardín en el castillo de Ines
Ines está preocupada por el retraso de Pedro, y recuerda su historia de amor. Se escucha entonces la llegada del príncipe, e Ines se dispone a acogerlo (aria: Quando il core in te rapito). A la llegada de Pedro, Ines pide que traigan a sus hijos. Pedro está visiblemente preocupado, pero se niega a revelar el motivo. Cuando le traen a sus hijos, corre a abrazarlos y entonces confiesa la causa de su preocupación: su padre quiere casarlo con Bianca de Castilla. Pero él prefiere a sus hijos, y si es necesario renunciará al trono por ellos. Por ello ha hecho los preparativos para casarse de inmediato con Ines. Cuando se van todos llega Gonzales, que quiere vengarse de Ines por haberlo rechazado. Cuando Ines y Pedro lo ve, ella se preocupa, pero Gonzales convence a Pedro de que es necesario que vaya de inmediato a la corte. Cuando los dos hombres se van, Elvira le cuenta a Ines que los hombres de Gonzales han raptado a sus hijos, pero Pedro ya está lejos como para podir oír los gritos por ayuda de Ines. 
Gran sala del trono
La corte acoge a la recién llegada Bianca. Alfonso está preocupado y trata de disculpar la ausencia de su hijo, pero las noticias que le trae Gonzales no son buenas. Entonces, por sorpresa, llega Pedro. Alfonso trata de convencerlo para que se case con Bianca, pero Pedro se niega. Llega entonces Ines y, suplicante ante el rey, le dice que Gonzales ha secuestrado a sus hijos, dándose cuenta demasiado tarde que acaba de contar un peligroso secreto. Pedro entonces confiesa que los hijos de Ines son suyos y que ella es su esposa. Furioso, Alfonso ordena que encarcelen a Ines. Pedro trata de impedirlo, pero ella le dice que prefiere que la encarcelen antes que él se enfrente a su padre. Alfonso y Bianca, ofendidos, buscan venganza, mientras Gonzales ve que la suya está funcionando. 
Acto II
Atrio de una torre anexa al palacio
Pedro junta a sus hombres para rescatar a Ines. Alfonso lo sorprende, y viendo todas las traiciones que su hijo ha cometido, le pide que cumpla la más terrible de todas y lo mate. Pedro se niega, él sólo quiere recuperar a los suyos, no matar a su padre. Viendo que sus súplicas no tiene éxito, Alfonso amenaza con matar a Ines y sus hijos. Llega Rodrigo con una petición de ausiencia por parte de Ines, que Alfonso acepta, pensando ser un juez implacable.
Cárcel
Ines llora por sus pocos días de felicidad pasados (aria: Cari giorni). Llega Bianca, enviada por el rey. Está furiosa porque Ines le ha ofendido a ella y a su padre, pero en vez de condenarla a muerte, como le corresponde, le ofrece exiliarse con sus hijos, guiada por Gonzales. Pero Ines se niega a abandonar a su amor y elige morir. Llega Alfonso diciendo que Pedro se ha levantado en armas contra él. Para evitar la muerte del príncipe, Ines acepta exiliarse, pero Alfonso insiste en que sus hijos se queden con él, aunque le concede despedirse de ellos. Ines los abraza, lo que emociona a Bianca, quien dice que el rey la perdona. Alfonso es reticente, pero al final Bianca y la visión de sus nietos lo convence, para furia de Gonzales, quien, por orden real, le da un vaso de agua a Ines. 
Acto III
Sala con dos puertas laterales
El rey está muriendo al haberse enterado de Gonzales ha asesinado a los hijos de Ines. Llega Pedro, furioso, deseando vengarse de Gonzales, pero también de ver a su moribundo padre. Pero el miedo lo detiene, y le pide a Rodrigo que le pida al rey su bendición. Rodrigo regresa con la noticia de la muerte del rey, por lo que Pedro es ahora el nuevo rey. Pedro entonces decide ir a ver a Ines mientras pide que maten a Gonzales (aria: L'orror mi rese immobile). 
Lugar en el que se encuentran las tumbas reales
Ines delira entre las tumbas, cuando encuentra la de Costanza, la difunta esposa de Pedro, y ruega su perdón. Llega Pedro, llevando a rastras a Gonzales, que confiesa que muere vengado, ya que ha envenenado a Ines. Ella se despide de Pedro para reunirse con sus hijos (aria: Quelle lagrime scorrenti). Ines Muere y Pedro, furioso, la venga asesinando a Gonzales.

## Estructura
- Sinfonía

Acto I
- N. 1 – Coro de introducción Quale oltraggio! (Coro, Gonzales)
- N. 2 – Recitativo y cavatina L’udisti? Al mio voler s’oppose - Le tue smanie, il lungo pianto (Alfonso, Gonzales, Coro)
- N. 3 – Escena y cavatina Trascorda è l’ora - Quando il core in te rapito (Ines, Coro)
- N. 4 – Escena y dueto Ines diletta - Che non dice al cor tremante (Ines, Pedro, Coro)
- N. 5 - Finale I Frutti abborriti - Dalla gioja si diffonda (Coro, Bianca, Alfonso, Gonzales, Rodrigo, Pedro, Ines, Elvira)

Acto II
- N. 6 – Escena y dueto O voi che inviti – Innanzi a’ miei passi (Alfonso, Pedro, Rodrigo, Coro)
- N. 7 - Romanza Cari giorni
- N. 8 – Escena y terceto Sopra i cardini suoi – Morir fra i vostri amplessi

Acto III
- N. 9 - Introducción Nefando eccesso! empio! inaudito! (Coro)
- N. 10 – Escena y aria Ivi trafitti i figli!  - L'orror mi rese immobile (Pedro, Coro, Rodrigo)
- N. 11 – Gran escena y aria final Ove m’aggiro?  – Quelle lagrime scorrenti (Ines, Elvira, Coro, Bianca, Pedro, Gonzales, Rodrigo)

## Discografía
| Año  | Reparto (Alfonso, Pedro, Bianca, Ines, Gonzales)                                     | Director de Orquesta | Sello discográfico |
| ---- | ------------------------------------------------------------------------------------ | -------------------- | ------------------ |
| 1999 | Massimiliano Gagliardo, José Sempere, Lisa Houben, Maria Dragoni, Gianni Mongiardino | Enrique Mazzola      | Bongiovanni        |